# Araioses
Araioses is een gemeente in de Braziliaanse deelstaat Maranhão. De gemeente telt 39.166 inwoners (schatting 2009).
De gemeente grenst aan de Atlantische Oceaan, São Bernardo, Água Doce do Maranhão en Parnaíba.